# Patricia Espinosa

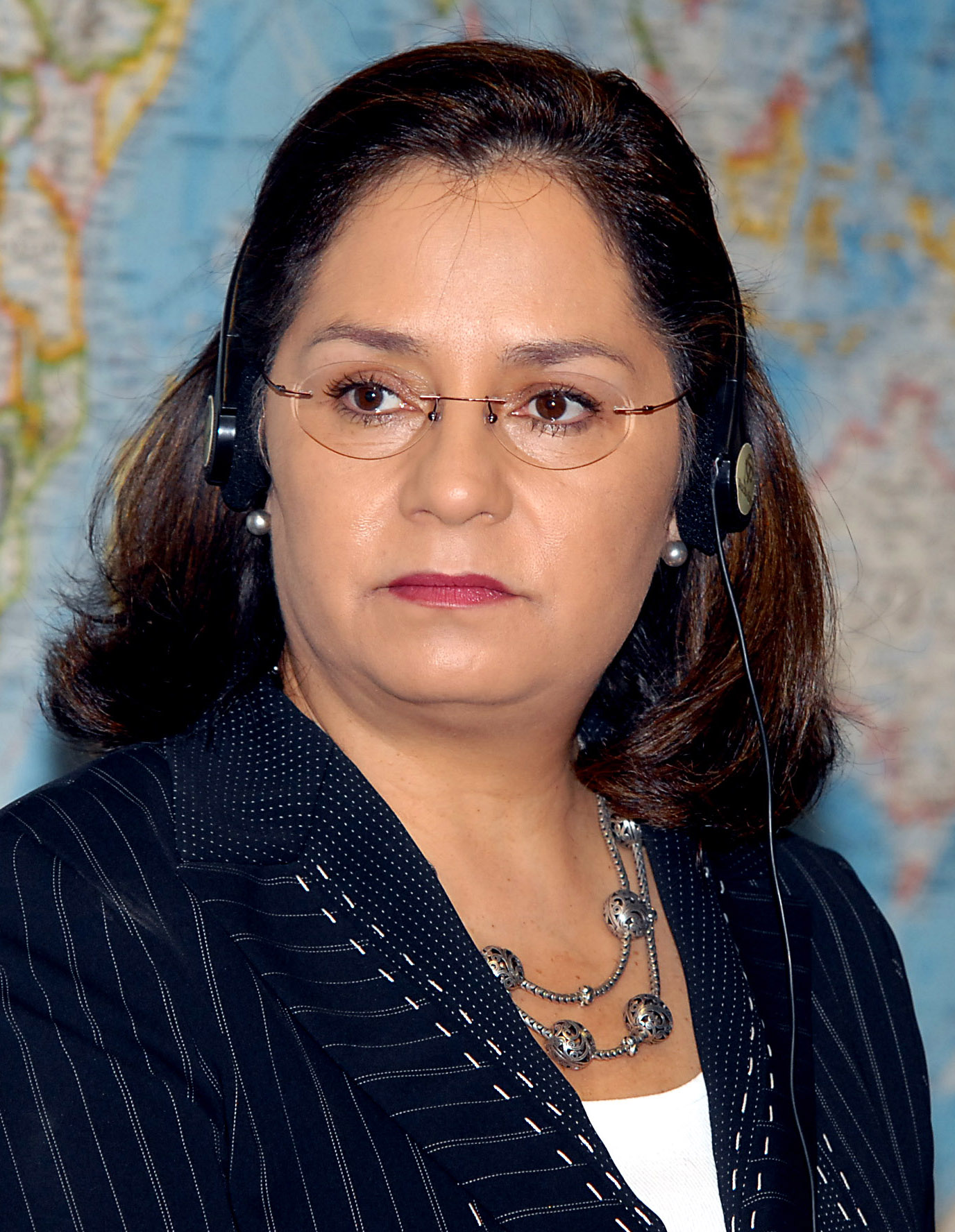
Patricia Espinosa Cantellano

Lic. Patricia Espinosa Cantellano (Mexico-Stad, 21 oktober 1958) is een Mexicaans diplomate. Van 1 december 2006 tot 2012 was ze Minister van Buitenlandse Zaken van Mexico tijdens de regering-Calderón.
Espinosa studeerde internationale betrekkingen aan het Colegio de México en in Genève. In de jaren 80 was ze vertegenwoordiger van Mexico bij de Verenigde Naties. In 2001 werd ze benoemd tot ambassadrice in Duitsland en een jaar later in Oostenrijk. In 2006 keerde ze terug naar Mexico om onder president Calderon minister van Buitenlandse Zaken te worden, tot 30 november 2012.
Op 18 mei 2016 werd zij door toenmalig VN-secretaris-generaal Ban Ki-moon benoemd tot secretaris-generaal van de Klimaatconferentie (UNFCCC) van de Verenigde Naties, als opvolgster van Christiana Figueres. Zij was in functie van 16 juli 2016 tot 16 juli 2022.
Op 8 mei 2017 lanceerde zij het International Gender Champions Network, een netwerk van hoge verantwoordelijken die zich concreet verbinden tot gendergelijkheid in leidende functies en beleidsprogramma's van hun instellingen. Het netwerk telt reeds meer dan 120 leden, onder wie VN-secretaris-generaal António Guterres.